# Zea mexicana
Zea mexicana là một loài thực vật có hoa trong họ Hòa thảo. Loài này được (Schrad.) Kuntze miêu tả khoa học đầu tiên năm 1904.

## Hình ảnh

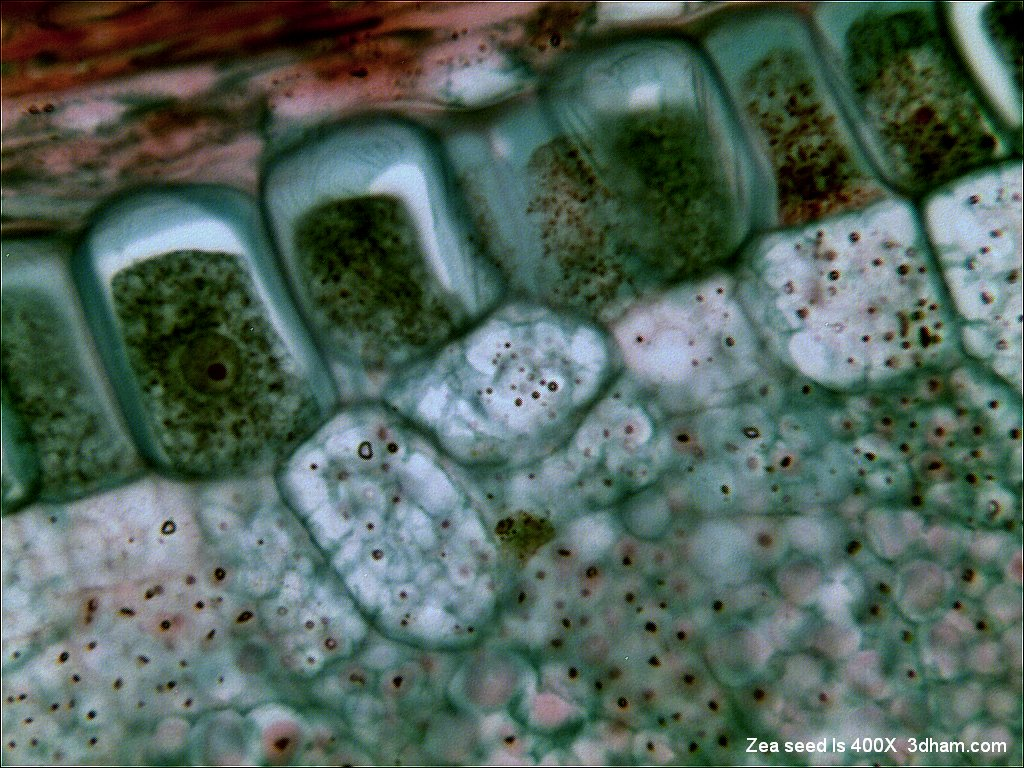
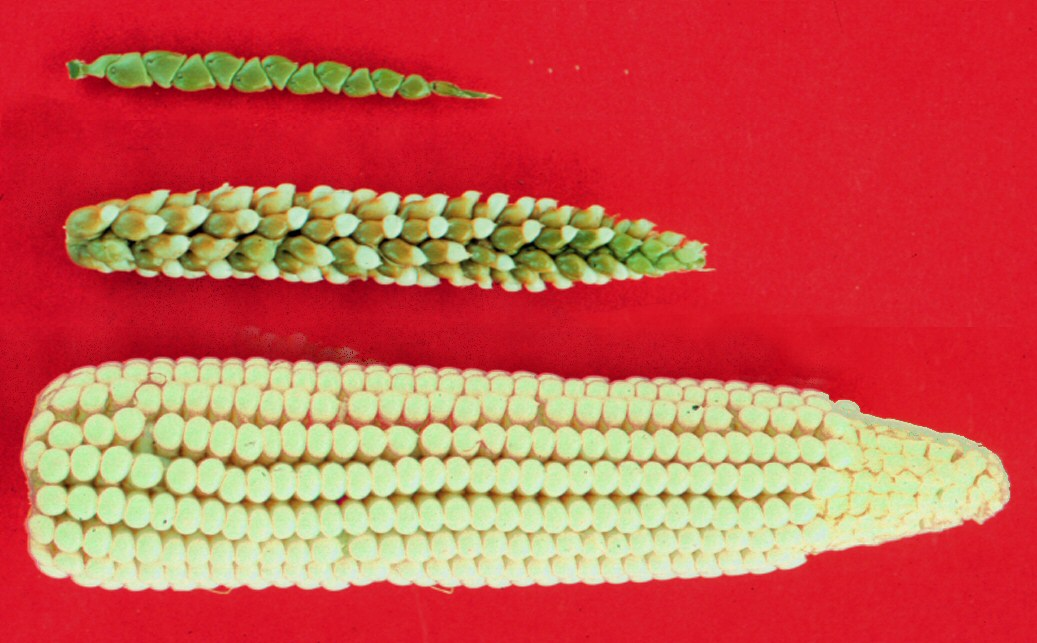
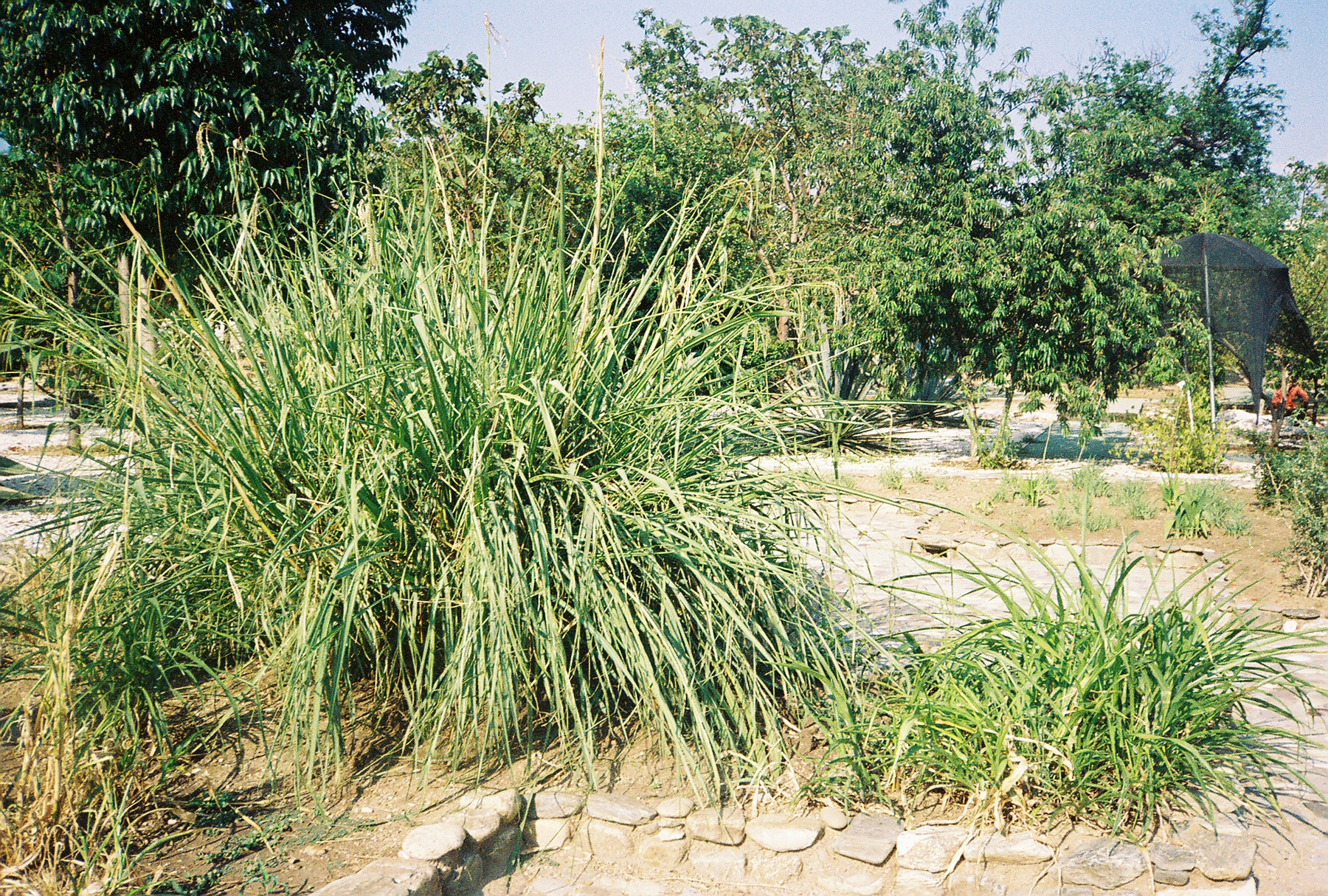
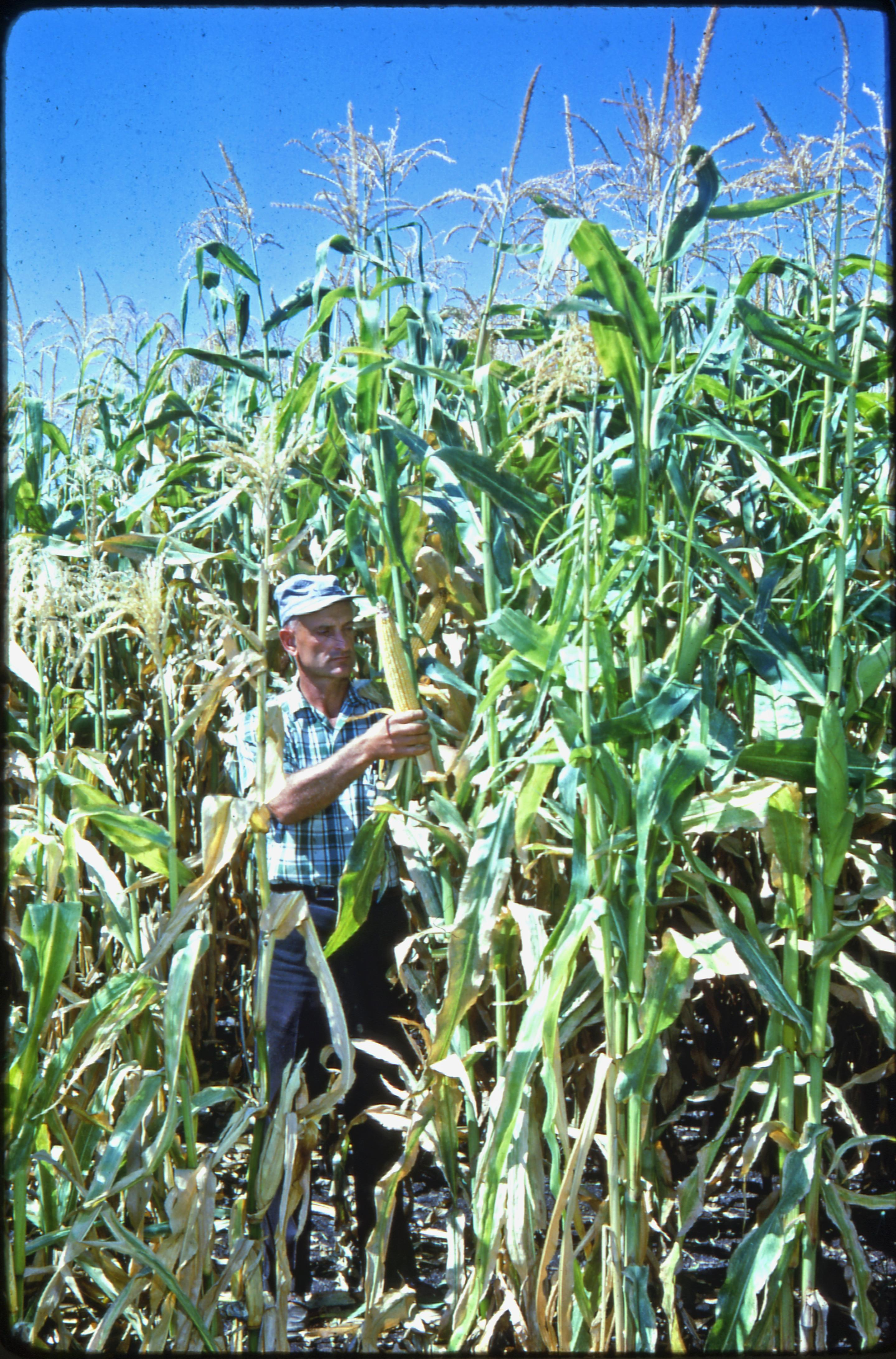